# アメノウズメ

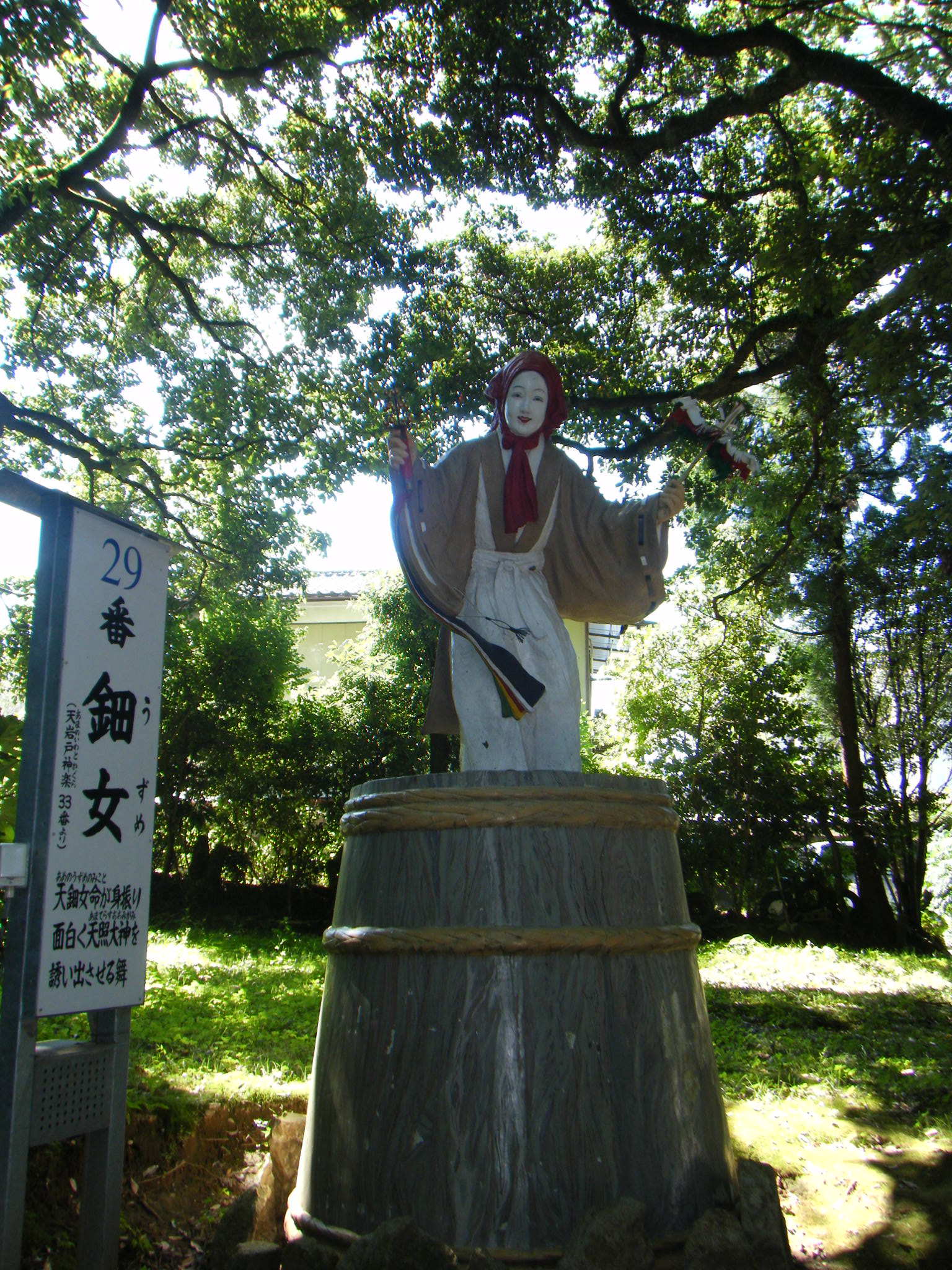
天鈿女命像　天岩戸神社東本宮

アメノウズメ（アマノウズメ）は、日本神話に登場する女神。『古事記』では天宇受賣命、『日本書紀』では天鈿女命と表記する（「命（みこと）」は敬称、以下同様）。神名の「ウズメ」の解釈には諸説あり、「強女（オズメ）」の意とする『古語拾遺』説、『日本書紀』の表記通り「髪飾りをした女（鈿はかんざしの意）」とする説などがある。
「岩戸隠れ」の伝説などに登場する芸能の女神であり、日本最古の踊り子と言える。
『古語拾遺』では、鎮魂（たましづめ）は天鈿女命から出たものとされる。
一説に別名「宮比神」（ミヤビノカミ）。大宮売神（オオミヤノメノカミ）と同一視されることもある。

## 神話での記述
『日本書紀』一書では、アマテラスとスサノオの誓約の前、スサノオが高天原に昇ってくるのをアメノウズメが見つけ、日神（アマテラス）に報告した。
岩戸隠れで天照大御神が天岩戸に隠れて世界が暗闇になったとき、神々は大いに困り、天の安河の川原に集まって会議をした。思金神の発案により、岩戸の前で様々な儀式を行った。
『古事記』では次のように記述されている。
「槽伏（うけふ）せて踏み轟こし、神懸かりして胸乳かきいで裳緒（もひも）を陰（ほと＝女陰）に押し垂れき。」
つまり、
アメノウズメがうつぶせにした槽（うけ　特殊な桶）の上に乗り、背をそり胸乳をあらわにし、裳の紐を女陰まで押したれて、低く腰を落して足を踏みとどろかし（『日本書紀』では千草を巻いた矛、『古事記』では笹葉を振り）、力強くエロティックな動作で踊って、八百万の神々を大笑いさせた。その「笑ひえらぐ」様を不審に思い、戸を少し開けた天照大神に「あなたより尊い神が生まれた」とウズメは言って、天手力男神に引き出して貰って、再び世界に光が戻った。『日本書紀』も似た記述であるが、胸乳の記述は無く、女陰については「火処（ほところ）焼き」と記され、神々の反応は記されていない。
天孫降臨の際、邇邇芸命（ににぎ）が天降ろうとすると、高天原から葦原中国までを照らす神（＝猿田毘古）が行く手を阻んだ。アメノウズメは天照大御神と高木神に、「手弱女だが顔を合わせても気後れしない（面勝つ）からあなたが問いなさい」と言われた。この時のアメノウズメは『日本書紀』では次のように記述されている。
「その胸乳をあらわにかきいでて、裳帯（もひも）を臍（ほそ＝ヘソ）の下におしたれて、あざわらひて向きて立つ。」
つまり、乳房をあらわにし、裳の紐を臍の下まで押したれて、あざわらいながら（猿田毘古に）向かって言ったとある。その後、名を問い質すと、その神は国津神の猿田毘古神と名乗り、道案内をするために迎えに来たと言った。
アメノウズメは天児屋命（あめのこやね）、布刀玉命（ふとだま）、玉祖命（たまのおや）、伊斯許理度売命（いしこりどめ）と共に五伴緒の一柱としてニニギに随伴して天降りした。アメノウズメは猿田毘古神の名を明かしたことからその名を負って仕えることになり、猿女君の祖神となった。一説には猿田毘古神の妻となったとされる。
アメノウズメは猿田毘古神を送って日向国（または志摩国）に帰った後、大小の魚を集めて天孫（邇邇芸命）に仕えるかどうか尋ねた。みな「仕える」と答えた中でナマコだけが何も答えなかったので、アメノウズメはその口を小刀で裂いてしまった。それでナマコの口は裂けている。アメノウズメの功績により、代々の天皇は志摩国から新鮮な海産物が献上される時は、猿女君に与える。

## 解説
白川静の『字訓』によれば、「神と笑ひゑらぐ」巫女の神格化である。「神々を和ませ　神の手較ぶ（真似する）」神事の零落したものが、現在の芸能であり、折口信夫によれば、滑稽な技芸である猿楽（さるがく 能や狂言の祖）は、猿女のヲコのわざと一脈通じるという（上世日本の文学 天鈿女命）。
『巫女考』で、芝居の狂人が持つ竹の枝を「ウズメの持つ」笹葉が落ちたものとする柳田國男の説を享けた折口信夫は、手草を「神である」物忌みを表す標とし、「マナを招く」採り物とは別であるとした。
谷川健一が、笑いと狂気という、「人間の原始的情念」の一環が噴出したものとしてあげた（『狂笑の論理』）、天の岩戸の前における「巧みに俳優をなす」彼女の行為は、神への祭礼、特に古代のシャーマン（巫）が行ったとされる神託の祭事にその原形を見ることができる。いわばアメノウズメの逸話は古代の巫女たちが神と共に「笑ひゑらぐ」姿を今に伝えるものである。折口信夫の『上世日本の文学』によれば、カミアソビは「たまふり」の儀礼であり、岩戸で行なったウズメの所作は「マナ（外来魂）を集め、神に附ける」古代の行為である。
なお、折口は『上世日本の文学』で、死者の魂を呼ぶ儀礼が遊びであるため、「岩屋戸の神楽は、天照大神が亡くなったため興った」という説は再考すべきだと言っているが、少なくとも『延喜式』には、宮廷で行われた古代の鎮魂祭において、巫女たちが「槽ふし」激しい踊りを大王家の祖神へ奉納する儀礼に猿女も参加したことが記されている。
「ヨーロッパの神話伝承やフォークロアに詳しい中世フランス文学の専門家」フィリップ・ヴァルテールは、「ケルト世界のかなり古い神話的存在」で、「慣例でシーラ・ナ・ギグと呼ばれて」いる存在は、「これについての文字資料は皆無であるが、創造と破壊の女神として紹介されることが多い」が、「アメノウズメと同じような猥褻な動作をしている」と指摘している。

## 信仰

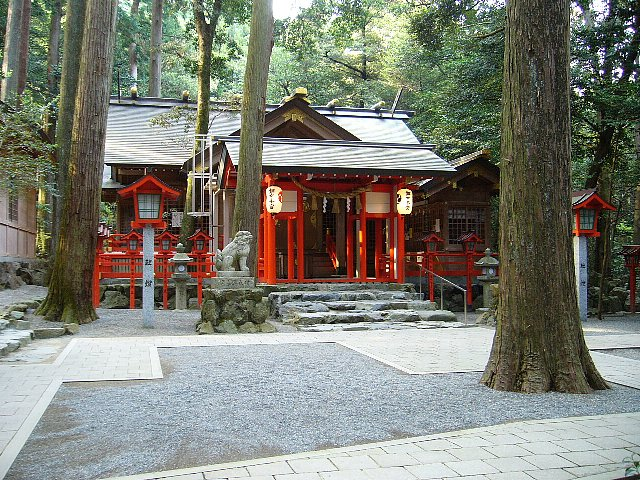
椿大神社別宮の椿岸神社（鈿女本宮）

猿女君・稗田氏の祖とされ、稗田氏の氏神である賣太神社では、芸能の始祖神、福の神、おたふく、おかめ、等と称すると伝わる。千代神社（滋賀県彦根市）、芸能神社（京都市右京区）、椿大神社（三重県鈴鹿市）、鈿女神社（長野県北安曇郡松川村）などで祀られている。
鈿女神社は地元で「おかめ様」として崇められており、最寄駅の大糸線北細野駅は信濃鉄道の駅として開業した際「おかめ前駅」と呼ばれていた。国営化に当たって改称。
天孫降臨の地、高千穂より天の岩戸が飛来したと伝えられる長野県の戸隠神社には天の岩戸開神話に功績のあった神々（天手力雄命・天八意思兼命）が祀られており、そのうちの一社、火之御子社には天鈿女命が祀られている。また、岩戸開神話に基づいた神楽が古来より受け継がれている。
宮崎県西臼杵郡の高千穂町には、アメノウズメがサルタヒコと結婚した場、荒立宮の後と伝わる荒立神社がある。

## アメノウズメを祭神とする神社
- 佐倍乃神社（宮城県名取市）
- 御園神社（東京都大田区西蒲田）
- 太田神社 - 牛天神北野神社（東京都文京区春日）の境内社。
- 鈿女神社（長野県北安曇郡松川村大仙寺）
- 火之御子社 - 戸隠神社（長野県長野市）の境内社。
- 小古曽神社（三重県四日市市小古曽町）
- 椿岸神社（三重県四日市市智積町）
- 椿岸神社 - 椿大神社（三重県鈴鹿市）の境内社（別宮）。 芸道の祖神、鎮魂の神、夫婦円満の神、縁結びの神として祀られている。敷地内に「扇塚」があり、芸道を志す参拝客が扇を収め、芸道の上達を祈る。また、手塚治虫のマンガ『火の鳥 黎明編』に天鈿女命と夫である猿田彦大神が登場することから、手塚プロダクションのイラストによるご朱印帳が販売されている。ピンクには天鈿女命が、黒には夫である猿田彦大神が描かれている。
- 長峯神社（三重県伊勢市古市町） - 通称「おすめ（於須女＝アメノウズメの別名とされる）さん」
- 佐瑠女神社 - 猿田彦神社（三重県伊勢市宇治浦田）の境内社。過去にアニメ監督の新海誠が、幟を奉納したと中日新聞で報じられ有名になった神社。[11]『君の名は。』以降、『天気の子』、『すずめの戸締まり』の公開に至るまで、映画配給会社のコミックス・ウェーブ・フィルム社の幟と共に立てられ続けている。[12]この他にEXILEのTETSU氏など複数のEXILEの幟も散見でき、芸能人が参る神社としても知られている。
- 千代神社（滋賀県彦根市）
- 増御子神社 - 大和神社（奈良県天理市新泉町星山）の境内社。
- 賣太神社（奈良県大和郡山市稗田町）
- 芸能神社 - 車折神社（京都市右京区嵯峨）の境内社。
- 荒立神社（宮崎県西臼杵郡高千穂町）
- 宮比神社 - 筑土八幡神社、瓢箪山稲荷神社等の境内社。そのほか伊勢神宮内宮等、各地神社に「宮比神」として祀られる。
- 椋神社（埼玉県秩父市下吉田）秩父吉田の龍勢祭などで有名。